# GuttenPlag Wiki

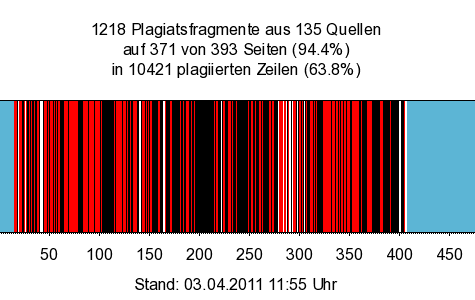
Grafische Darstellung der Seiten in Guttenbergs Doktorarbeit, die laut Guttenplag-Wiki Plagiate enthalten (Stand 3. April 2011)
Legende:
- schwarz: Seiten mit Plagiaten
- rot: Seiten mit Plagiaten aus mehreren Quellen
- weiß: Seiten ohne Plagiate
- blau: Inhaltsverzeichnis / Anhang

Das GuttenPlag Wiki ist ein am 17. Februar 2011 gegründetes offenes Wiki, dessen Mitarbeiter Plagiate – die Übernahme von Textpassagen und Zitaten aus anderen Arbeiten ohne Quellenangaben – in der Dissertation Verfassung und Verfassungsvertrag des CSU-Politikers Karl-Theodor zu Guttenberg sowie in weiteren seiner Veröffentlichungen dokumentieren. Diese Arbeit hatte erheblichen Anteil am Verlauf der Plagiatsaffäre Guttenberg und trug zu seinem Rücktritt von seinen politischen Ämtern am 1. März 2011 bei. Der Wahlspruch des Wiki lautet E pluribus unum.

## Gründung
Guttenberg hatte seine Dissertation 2007 an der Universität Bayreuth beendet und 2009 publiziert. Bei den Vorbereitungen einer kritischen Rezension dazu entdeckte der Verfassungsrechtler Andreas Fischer-Lescano darin 24 Plagiatsstellen und machte diese öffentlich. Darüber berichtete die Süddeutsche Zeitung am 16. Februar 2011; am selben Tag fanden Journalisten anderer Zeitungen weitere Plagiate in der Arbeit.
Eine erste Anregung zur gemeinsamen Plagiatssuche im Internet gab nach seiner Aussage der Salzburger Medienwissenschaftler Stefan Weber. Der Gründer des GuttenPlag Wiki ist unbekannt; er nennt sich dort „PlagDoc“.
Am Abend des 16. Februar 2011 legte er ein öffentlich zur Bearbeitung freigegebenes Google-Docs-Textdokument an und rief über Twitter zur Mitarbeit auf. Da das Google-Dokument aufgrund der zahlreichen Zugriffe rasch überlastet war, kopierte der Initiator die bis dahin vorhandenen Daten in ein Wiki des Anbieters Wikia.

## Ziele und Methode
Das GuttenPlag Wiki sammelte Quellen für unbelegt von anderen Autoren übernommene Textpassagen in Guttenbergs Doktorarbeit und dokumentierte deren wörtliche Übereinstimmungen sowie kleinere oder größere Abweichungen. Ziel sei nicht, Guttenberg zu diskreditieren, sondern die Sicherung der wissenschaftlichen Integrität von akademischen Doktorgraden in Deutschland. Das Projekt habe keine „politische Ausrichtung“.
Die Beteiligten sammelten zunächst mögliche Quellennachweise für Plagiate in Guttenbergs Arbeit und gliederten diese seitenweise. Ab dem 20. Februar 2011 wurden die Quellennachweise in eine fragmentweise gegliederte Struktur übertragen und dabei in Plagiatskategorien eingeordnet.

## Erster Zwischenbericht
Innerhalb weniger Tage fanden beim GuttenPlag Wiki freiwillig Mitarbeitende auf 270 Seiten der Dissertation Quellennachweise für mögliche Plagiate. Am 21. Februar 2011 veröffentlichte das GuttenPlag Wiki einen ersten Zwischenbericht zu Vorgehensweise, Ergebnissen, Bewertungen und dem geplanten weiteren Vorgehen. Demnach verwendete Guttenberg bewusst und nicht nur versehentlich in erheblichem Ausmaß fremde Quellen, ohne diese zu kennzeichnen. Seine Dissertation bestehe zu mindestens 21,5 % aus Plagiaten.

## Folgeereignisse
Die in den Medien breit beachteten Plagiatfunde hatten bereits zu einer politischen Affäre geführt, der nun so genannten „Plagiatsaffäre“. Am Abend des 21. Februar 2011 erklärte Guttenberg bei einer Wahlkampfveranstaltung der CDU, er werde seinen Doktorgrad von nun an dauerhaft nicht mehr führen. Am 23. Februar 2011 stellte er sich im Deutschen Bundestag der Kritik der Abgeordneten. In der regelmäßigen Fragestunde  bezeichnete er das GuttenPlag Wiki als „bemerkenswerte Seite“: Einige der dort erhobenen „Vorwürfe“ seien „hochrelevant“, da sie seine Entscheidung zur Rückgabe des Doktortitels ermöglicht bzw. erzwungen hätten; andere Textstellen als Plagiate zu kennzeichnen, sei „außerordentlich fragwürdig“. In der Aktuellen Stunde vom selben Tag befasste sich das Parlament unter dem Zusatztagesordnungspunkt „Die Stellungnahme des Bundesministers […] Guttenberg […] sowie angebliche Textübernahmefunde nach Guttenplag-Wiki auf 270 Seiten der Dissertation […]“ nochmals mit den Plagiatsvorwürfen gegen Guttenberg, die das GuttenPlag Wiki bis dahin untermauert hatte. Universitätspräsident Rüdiger Bormann gab am selben Tag bekannt, dass die Universität Bayreuth Karl-Theodor zu Guttenberg den Doktorgrad aberkenne.
Nach einer Anregung im GuttenPlag Wiki vom 17. Februar 2011 erstellten einige Kommentatoren bis zum 24. Februar das davon unabhängige Wiki PlagiPedia, um weitere öffentlich zugängliche Doktorarbeiten auf mögliche Plagiate hin zu untersuchen.

## Plagiate in Guttenberg-Aufsatz von 2004
Am 25. Februar 2011 gab das GuttenPlag Wiki bekannt, dass eine weitere Arbeit Guttenbergs aus dem Jahr 2004 für die CSU-nahe Hanns-Seidel-Stiftung mit dem Titel Beziehungen zwischen der Türkei und der EU Passagen enthielt, die nahezu unverändert und ohne Zitatangabe aus einem Strategiepapier der Europäischen Kommission vom 5. November 2003 übernommen worden waren.

## Zweiter Zwischenbericht
Nach Guttenbergs Rücktritt am 1. März 2011 kritisierte das GuttenPlag Wiki, dass er in seiner Rücktrittserklärung keine „klaren Worte zur offensichtlichen Täuschungsabsicht und zur Urheberschaft der Dissertation gefunden hat“. Die Autoren bekräftigten, ihr Ziel sei nicht der Rücktritt gewesen, sondern Aufklärung über das Zustandekommen der Plagiate, und kündigten einen Abschlussbericht an.
In einem zweiten Zwischenbericht vom selben Tag stellten die Betreiber fest, dass auf 82 Prozent aller Seiten der Dissertation Plagiate gefunden und mindestens 49 Prozent aller Zeilen des Gesamttextes plagiiert worden seien. Die Autoren bekräftigten, schon wegen dieses Umfangs sei von bewussten oder sogar absichtlichen, nicht nur „versehentlichen“ Plagiaten auszugehen.
Eine am 16. Februar 2011 von der Universität Bayreuth eingesetzte Kommission prüfte die Plagiatsvorwürfe und kam bis zum 5. Mai 2011 zu dem Ergebnis, dass Guttenberg in seiner Doktorarbeit absichtlich, kontinuierlich und grob getäuscht habe. Die Kommission und Medien berichteten, sie habe sich dabei auch auf die Arbeit des GuttenPlag Wiki gestützt.

## Medienwirkung
Viele Printmedien kommentierten das schnelle Zusammentragen von Plagiaten durch die Zusammenarbeit vieler freiwilliger und überwiegend anonymer Autoren im Guttenplag-Wiki positiv. Die Frankfurter Allgemeine Zeitung bezeichnete es als „wohl [bekannteste] Internetgemeinde dieser Tage“ und der Spiegel als „Paradebeispiel für die Macht der Masse“. Der Tagesspiegel sah das Guttenplag-Wiki als Beispiel für Crowdsourcing, mit dem das „journalistische Monopol auf Recherche“ entfallen sei; für Journalisten seien solche Wikis vielmehr eine „wichtige Quelle“, die sie jedoch weiterhin „auszuwerten, zu bewerten und pointiert zu beschreiben“ hätten. Auch der Medienwissenschaftler Robin Meyer-Lucht meinte, in diesem Fall habe ein „Mitmach-Recherche-Netz […] die Recherche-Leitmassenmedien überflügelt“. Andere Medien berichteten diesbezüglich über das Potential von „Schwarmintelligenz“ im Internet.
Nach Guttenbergs Rücktritt am 1. März 2011 kommentierte Spiegel Online unter der Schlagzeile Netz besiegt Minister, dass „ohne die akribische Dokumentation der Plagiate im GuttenPlag Wiki die Debatte versandet wäre“. Dies zeige die gewachsene Macht des Internets:

„Die Debatte um Guttenberg wäre anders verlaufen, hätte diese neue Macht nicht das getan, was sie am besten kann: Transparenz herstellen, Informationen verfügbar machen, Kommunikation optimieren. Der wohl entscheidende Faktor im Ringen um Guttenbergs Amt war die Offensichtlichkeit seiner Verfehlungen: Hätten all die fleißigen Helfer im GuttenPlag Wiki nicht klar und gewissermaßen wissenschaftlichen Standards folgend dokumentiert, was der Doktorand Guttenberg wo kopiert hat – die Diskussion wäre anders verlaufen. […] Sie wiesen akribisch nach, welche Zeilen der Dissertation woher stammten, samt korrekter Quellenangabe. Sie ließen die Fakten für sich sprechen.“

Dies habe eine „übliche Verschleppungsstrategie“ verhindert und wahrscheinlich auch den Doktorvater Guttenbergs, Staatsrechtler Peter Häberle, dessen Nachfolger Oliver Lepsius sowie zehntausende deutsche Doktoranden und Professoren bewogen, Guttenbergs Behauptung öffentlich zurückzuweisen, er habe nicht absichtlich plagiiert.
Für die Journalistin Christiane Schulzki-Haddouti hätte Guttenberg „ohne dieses Wiki […] nicht zurücktreten müssen.“ Der Netzaktivist Markus Beckedahl sah darin eine Selbstüberschätzung und betonte, ohne traditionelle Medien wäre der Rücktritt nicht passiert. Das Internet könne ihnen aber bei der Kontrolle von Staat, Regierung und Verwaltung helfen. Eine Studie der TU Dortmund, die auf den Ergebnissen einer Online-Umfrage auf der Plattform basiert, kam in diesem Zusammenhang zu dem Schluss, dass die meisten Besucher über traditionelle journalistische Anbieter auf das Guttenplag-Wiki aufmerksam geworden seien und sich nur ein kleiner Kernautorenkreis intensiv mit der eigentlichen Plagiatssuche beschäftigt habe.
Das GuttenPlag Wiki wurde zum Vorbild für weitere Untersuchungen von Dissertationen, zum Beispiel der Arbeiten von Saif al-Islam al-Gaddafi, Edmund Stoibers Tochter Veronica Saß sowie der Politiker Silvana Koch-Mehrin, Matthias Pröfrock und Johannes Hahn.

## Grimme Online Award
Am 11. Mai 2011 wurde das GuttenPlag Wiki für den Grimme Online Award 2011 nominiert. Am 22. Juni erhielt es die Auszeichnung als einer von acht Preisträgern 2011 aus 26 Kandidaten. Die Jury begründete dies damit, dass das GuttenPlag Wiki in kurzer Zeit nachprüfbar Klarheit über Plagiate in Guttenbergs Arbeit geschaffen habe, indem es diese den Originaldokumenten gegenübergestellt und die Funde laufend aktualisiert habe:

„Herausragend ist die faire und unvoreingenommene Arbeitsweise der Administratoren des Wikis, die den Ansturm von Mitarbeitern in konstruktive Bahnen lenkten und Lesern eine nüchterne Übersicht der Erkenntnisse lieferten. Den öffentlichen Aussagen von Minister Guttenberg zu seiner Arbeit wurden so für alle nachprüfbare Fakten gegenübergestellt. Nicht nur die Projektidee der Initiatoren war bemerkenswert, sondern auch die Hundertschaften von Webnutzern, die online und offline immer neue Passagen fanden, die in der Dissertation ohne Quellenangabe verwendet wurden. Das Projekt macht deutlich, dass Textvergleiche gut kollaborativ organisiert werden können und welche Möglichkeiten das Web generell für gemeinsames Arbeiten bietet.“

## GuttenPlag Wiki als Grundlage wissenschaftlicher Forschung
Bezüge zum Projekt als solches sowie zu seinen Ergebnissen finden sich in mehreren wissenschaftlichen Veröffentlichungen: Das GuttenPlag Wiki wurde als Fallbeispiel für den Einfluss digitaler Communitys auf soziale Prozesse der Gegenwart analysiert. Die Ergebnisse des Projektes werden als Vergleichsmaßstab zur Evaluation existierender Plagiatserkennungssysteme sowie neuartiger, zitationsbasierter Erkennungsverfahren herangezogen.